# 逃げろや逃げろ
『逃げろや逃げろ』（にげろやにげろ、原題：Tom-ic Energy）は、「トムとジェリー」の作品の一つ。1965年製作。製作はチャック・ジョーンズ。

## スタッフ
- 製作・監督 - チャック・ジョーンズ
- 作画 - ケン・ハリス、トム・レイ、ディック・トンプソン、ベン・ワーシャム、ドン・トウスリー
- 脚本 - チャック・ジョーンズ、マイケル・マルティーズ
- 背景 - フィリップ・デガード
- 音楽 - ユージン・ポッダニー

## 作品内容
とあるマンションにて、トムとジェリーは今日も追いかけっこに明け暮れていた。屋上と地上を行ったり来たりの鬼ごっこの舞台はやがて街の大通りへ移るが、トムはここでも車に轢かれたりマンホールへ落っこちたりその蓋で足を負傷するなど災難の連続。さらに助けてやるフリをしたジェリーに騙されマンションの屋上まで飛ばされてしまい、偶然婦人服を身に纏ったことで好色な赤い虎猫に口説かれてしまう。
しつこく食い下がる虎猫をなんとかぶちのめし、再びマンション中を巻き込んだ追いかけっこを再開。しかし、前方を歩いていたブルドッグのブル公とトムは正面衝突。ブル公は激怒しトムを襲いかかる。一方、トムのピンチを知ったジェリーはすぐさま引き返し、ブル公を撃退。
今度こそ邪魔者のいなくなったトムとジェリーは、握手を交わしつつ追いかけっこを続けるのであった。

## 登場キャラクター
トム
マンション屋上でジェリーを追いかけ、その舞台はマンション前の公道上や地下の下水管へも及ぶ。途中、赤い虎猫やブル公など新手の出現に翻弄されてしまうが、後者をジェリーによって阻止され、その後再びジェリーとの追いかけっこを再開した。
ジェリー
いつものように追いかけて来るトムをやり過ごすが、トムを襲うブル公を撃退しトムを救出した。
ブル公
路上を歩いていたところをトムと正面衝突。トムに襲いかかるがジェリーにマンホール蓋をぶつけられ敗北する。
赤い虎猫
洗濯物として外に干されていた婦人服を着たトムを捕まえ口説きにかかるが、トムに逃げられてしまう。
別のネコとネズミ
トムとジェリーが信号待ち中に交差車線上を横切った2組のネコとネズミ達。ネコの風貌はトムに似ているが体色は赤や黄色。

## 日本でのテレビ放映
1980年頃、日本テレビ系「木曜スペシャル・おかしなおかしな　トムとジェリー　大行進」の枠内で放映され、その後も再放送された。DVDにも収録。